# Blood Red Shoes

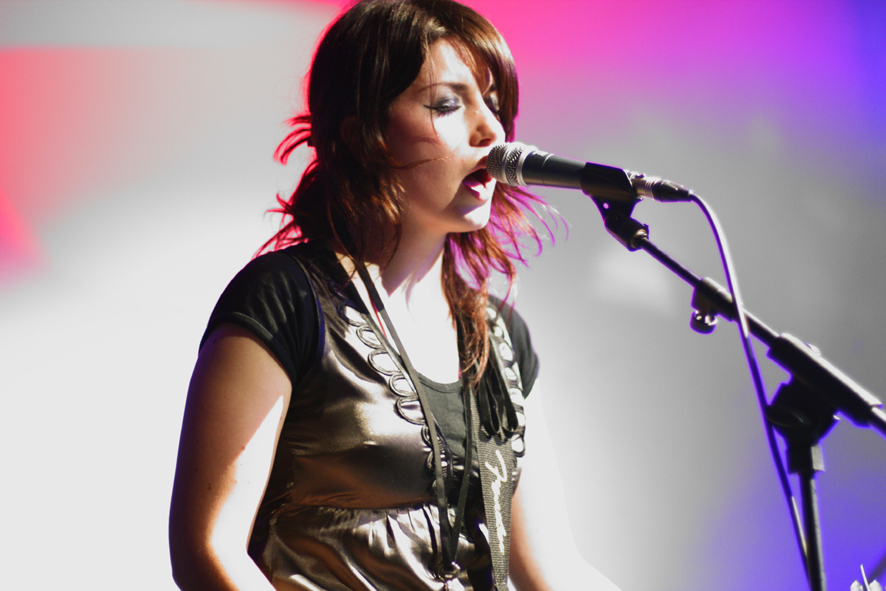
Laura-Mary Carter

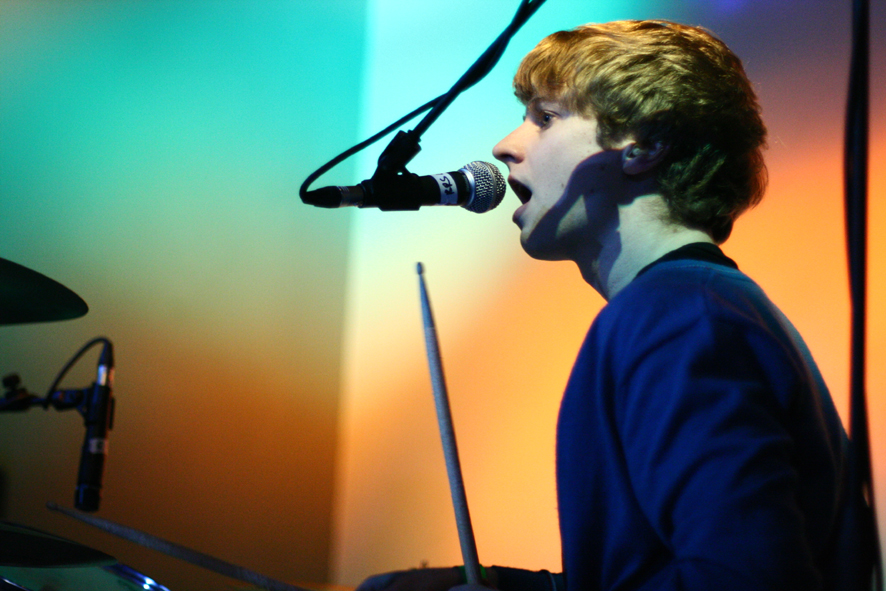
Steven Ansell

Blood Red Shoes je dvoučlenná anglická indie rocková hudební skupina z předměstí Brighton.

## Diskografie
- "I'll Be Your Eyes", EP, V2 2007
- "Box Of Secrets", CD Universal Records, 14-04-2008
- "Fire Like This", CD, 2010
- "In Time To Voices" CD, 2012